# Политехника УТМ (футбольный клуб, Кишинёв)
«Политехника УТМ» (рум. Politehnica UTM) — молдавский футбольный клуб, базирующийся в Кишинёве, основан в 1964 году, домашние матчи проводит на стадионе «Суручены». C 2025 года команда выступает в Лиге Молдовы.

## Названия
- 1964—1999 — Хайдук.
- 1999—2000 — Хайдук-Спортинг.
- 2000—2001 — Хайдук-Спортинг-ЮСМ.
- 2001—2008 — Политехника (Политехника УТМ — с 2002[уточнить]).

## История
Футбольный клуб был основан в 1964 году. Изначально он представлял город Хынчешты и назывался «Хайдук» (рум. Haiducul). До распада советского союза «Хайдук» выступал лишь в региональных соревнованиях. В чемпионате Молдовы начал свои выступления в низших лигах. В сезоне 1999/00 годов клуб под новым названием «Хайдук-Спортинг» (рум. Haiducul-Sporting) дебютировал в Дивизионе «A» чемпионата Молдовы, где занял второе место, дающее право выступать в высшей лиге страны — Национальном дивизионе. В сезоне 2000/01 годов клуб выступал под названием «Хайдук-Спортинг-ЮСМ» (рум. Haiducul-Sporting-USM). Команда завершила сезон неудачно и вернулась в Дивизион «A». Это был последний сезон, который клуб провел, представляя город Хынчешты.
С сезона 2001/02 клуб представлял город Кишинёв и назывался «Политехника» («Политехника-УТМ»)[уточнить]. Первый сезон под новым названием завершил на втором месте и снова завоевал право выступать в Национальном Дивизионе. Но в сезоне 2002/03 годов клуб опять не смог удержаться и вернулся в дивизион «А». В сезоне 2003/04, несмотря на повторение прошлого результата — клуб снова занял второе место, «Политехника» не смогла победить в плей-офф за право выступать в высшей лиге. Но уже в следующем сезоне «Политехника» вернулась в Национальный дивизион.
В сезоне 2007/08 «Политехника» заняла последнее 11-е место. А 1 июля 2008 года, перед началом нового сезона, клуб снялся с соревнований. С 2008 года стал являться фарм-клубом команды «Академия УТМ».

## Достижения
- 2 место в Дивизионе «А»: 1999/00, 2001/02, 2003/04, 2004/05.

## Главные тренеры
- Илие Карп (1999—2000)
- Сергей Ботнараш (2001—?)[4]